# 山梨県立産業技術短期大学校
山梨県立産業技術短期大学校（やまなしけんりつさんぎょうぎじゅつたんきだいがっこう、英：Yamanashi Industrial Technology Junior College）は、平成11年4月に全国で7番目に開校した県立職業能力開発短期大学校である。

## 概要
「技術の進歩，産業構造の変動等に対応できる高度な技術や技能専門知識を併せ持った実践技術者を育成し，本県産業および経済の発展に寄与する」ことを目的に開校。平成25年度には富士・東部地域の技術者の養成を目指すこととして、都留市上谷に都留キャンパス(生産技術科・電子技術科)を開校した。
山梨県立産業技術短期大学校管理規則で運営される。
全国の職業能力開発短期大学校の中でも数少ない、国家資格の基本情報技術者試験（FE）の午前科目免除制度の認定校となっている。

## 所在地
- 山梨県甲州市塩山上於曽1308(塩山キャンパス)
- 山梨県都留市上谷五丁目7番35号(都留キャンパス)

## 設置訓練科
- 生産技術科(塩山キャンパス・都留キャンパス)
- 電子技術科 (塩山キャンパス・都留キャンパス)
- 観光ビジネス科 (塩山キャンパス)
- 情報技術科(塩山キャンパス)

## その他
小学生ものづくり体験塾、高校生ものづくり技能塾、聴講生制度などがある。
産技祭という催しも実施